# Harlem Hamfats
The Harlem Hamfats was een jazzgroep uit Chicago in de late jaren dertig, die dansmuziek speelde. Haar muziek was een mengsel van blues, dixieland en swing, De groep was aanvankelijk een studioband die artiesten bij plaatopnames begeleidde, maar nadat de mannen een hit scoorden met Oh! Red gingen ze zich uitsluitend toeleggen op het maken van platen en hadden daarmee veel succes.
De groep was gevormd door platenproducer en zakenman J. Mayo Williams en bestond uit de broers "Kansas" Joe McCoy (gitaar en zang) en "Papa" Charlie McCoy (gitaar en mandoline, beiden uit Mississippi), Herb Morand (trompet en zang, uit New Orleans), John Lindsay (bas, New Orleans), klarinettist Odell Rand (New Orleans) en drie muzikanten uit Chicago: pianist Horace Malcolm en de drummers Freddie Flynn en Pearlis Williams. Onder leiding van Morand en Joe McCoy, de belangrijkste liedjesschrijvers, begeleidde de band artiesten uit de stal van Mayo Williams, zoals Frankie Jaxon, Johnny Temple en Rosetta Howard.
In 1936 had de groep een hit met "Oh! Red" en kregen de Harlem Hamfats een platencontract bij Decca. Hierna volgden andere successen, zoals "'Let's Get Drunk And Truck", "When The Sun Goes Down In Harlem", "That Lonesome Road Took My Baby" en "We Gonna Pitch A Boogie Woogie". Verschillende songs waren 'dirty blues'-songs en hadden in hun tekst verwijzingen naar seks, drugs of alcohol, zoals "Weed Smoker's Dreams". In dit nummer werd gezongen over drugs. Joe McCoy veranderde later de tekst en verbeterde de compositie en onder de titel "Why Don't You Do Right?" werd het in 1941 een hit voor Lil Green. Ook Peggy Lee met het orkest van Benny Goodman maakte er een opname van. "Why Don't You Do Right?" is inmiddels een jazzstandard geworden. "Oh! Red" werd gecoverd door onder meer Count Basie, de Inkspots, Blind Willie McTell, enkele western swing-bands en Howlin' Wolf.
De op riffs gebaseerde stijl van the Harlem Hamfats effende de weg voor het geluid van de kleine groep van Louis Jordan en was daarmee een van de wegbereiders van de rhythm & blues en de rock-'n-roll.

## Discografie
- Harlem Hamfats, Vol. 1, Document Records, 1994
- Harlem Hamfats, Vol. 2. Document Records, 1994
- Harlem Hamfats, Vol. 3, Document Records, 1994
- Harlem Hamfats, Vol. 4, Document Records, 1994
- Hamfat Swing 1936-1938, EPM Musique, 1997
- Let's Get Drunk And Truck, Fabulous Records, 2004